# ハロイサイト
ハロイサイト（Halloysite）は、実験式Al2Si2O5(OH)5のアルミノケイ酸塩粘土鉱物で、主な成分は、酸素（55.78%）、ケイ素（21.76%）、アルミニウム（20.90%）、水素（1.56%）である。
カオリナイトの分類に属す。ハロイサイトは、通常、アルミノケイ酸塩鉱物の水熱変質によって形成される。 ディッカイト、カオリナイト、モンモリロナイト、その他の粘土鉱物と混合して発生することがある。正確な同定には、 X線回折研究が必要である。1826年に初めて記載され、後にベルギーの地質学者ジャン・バティスト・ジュリアン・ドマリウス・ダロワにちなんで命名された。

## 産地と分布
ハロイサイトは、アメリカ、ニュージーランド、中国、ロシア、南アフリカ、トルコなど、世界各地で産出されます。特にアメリカ産は高純度で多量に産出されることで知られている。 

## 利用用途
ハロイサイトは、そのナノチューブ構造と化学的特性から、以下のような用途で利用されている。
- 難燃剤および難燃助剤 - ハロイサイトのアルミノール表面は酸性であり、難燃性を高めるための添加剤としての応用が進められている[1]。
- 医薬品およびバイオ医薬品の製造 - その生体適合性と無毒性から、ドラッグデリバリーシステムなどの医薬品製造において利用が検討されている。
- 製紙およびセラミック産業 - カオリンと同様に、陶磁器や耐火物の原料としても利用されている[2]。

## 安全性
ハロイサイトは、イモゴライトやクリソタイルなどの他のナノチューブ構造を持つ天然鉱物と比較して、無毒性で高い安全性を持つとされている。

## 関連情報
ハロイサイトの英名「Halloysite」は、ベルギーの地質学者オマリウス・ド・ハロイに因んで名付けられた。